# Tue devotionis sinceritas
Tue devotionis sinceritas ist eine Päpstliche Bulle, die Papst Clemens VI. am 15. November 1344 in Avignon verkündete.
Die Bulle wendet sich direkt an Luis de la Cerda. Veranlasst durch dessen Bitten („... petitiones tuas ... libenter ad exauditionis gratiam admittamus“), so wird es in der Bulle angegeben, verleiht der Papst ihm das Fürstentum der Glücklichen Inseln. Grundlage für die Verleihung eines quasi unbekannten Landes durch den Papst als Lehen war die mittelalterliche Theorie, dass der Stellvertreter Gottes befugt sei, Länder, die nicht von christlichen Herrschern regiert wurden, frei vergeben zu können. In der Bulle selbst wird mehrfach auf diese apostolische Machtbefugnis (auctoritas apostolica) hingewiesen, die in späteren Bullen z. B. Inter caetera genauer ausgeführt wurde. Allerdings wird auch erklärt, dass der Papst diese Bulle nach der Beratung mit den Kardinälen und mit ihrer Zustimmung (fratrum consilio et assensu) erlassen habe.
Das Gebiet des Fürstentums, gemeint sind offenbar die Kanarischen Inseln, wird in der Bulle mit Begriffen und Namen beschrieben, die sich an den Berichten des Königs Juba II., wie sie durch Plinius überliefert wurden und der Klassischen Mythologie orientierten. Die Kurie war mit Sicherheit über die neueren Ergebnisse von Forschungsreisen informiert, vermied es aber darauf einzugehen, um nicht zugeben zu müssen, dass bereits andere christliche Monarchen Rechte auf die Inseln geltend machen könnten. Im Text wurde eine Formel verwendet, die besagte, dass die Übertragung der Rechte nur dann geschehen solle, wenn nicht die bestehenden Rechte anderer christlicher Monarchen beeinträchtigt würden.
In der Bulle wurden die Pflichten des Luis de la Cerda und seiner Erben und Nachfolger genannt. Das war in erster Linie die Verbreitung des christlichen Glaubens unter den Bewohnern der Inseln, aber auch die jährliche Zahlung eines Lehenszinses von 400 Florin, zahlbar am Feiertag Peter und Paul. Auch die Rechte des Fürsten sowohl als Monarch wie z. B. das Prägen von Münzen aber auch als Kirchenpatron bei der Einrichtung von Kirchen und Klöstern wurden geregelt.
Die christlichen Herrscher wurden über den Inhalt der Bulle informiert und aufgefordert, den Fürsten bei der Durchführung der Christianisierung zu unterstützen.
Gegen die Regelungen der Bulle Tuae devotionis sinceritas brachten König Alfons IV. von Portugal in einem Brief vom 15. Februar 1345 und der König von Kastilien, Alfons XI. in einem Brief vom 13. März 1345 Einwände vor.